# Eremophila nivea
Espèce
Classification APG III (2009)
Eremophila nivea est une espèce de plantes  originaire d'Australie, classiquement placée dans la famille des Myoporaceae et regroupée dans la famille des Scrophulariaceae.

## Description
Elle mesure 1 mètre à 2,5 mètres de hauteur. Ses feuilles persistantes sont pubescentes, gris-blanc. Elle donne des fleurs mauve d’août à octobre en Australie ; de la fin de l'hiver au début de printemps, voire de mars à juillet dans d'autres parties du monde en fonction du climat.

## Taxonomie
La première description de l'espèce a été publiée par Robert Chinnock en 1986 dans la revu australienne Nuytsia. L'épithète spécifique du nom botanique ( nivea ) vient du latin qui signifie « neige » ou « blanc comme neige » en référence à la couleur des poils sur les branches et les feuilles de cette espèce.

## Distribution
Cette espèce n'est connue à l'état naturel que près de Three Springs (Australie-Occidentale) dans le Avon Wheatbelt et la région biogéographique de Yalgoo (voir IBRA). Seules quelques populations sont connues, dont certaines sont en danger en raison de travaux routiers. Elle pousse sur des terrains argilo-sableux et argilo-limoneux.